# Sunil Babu Pant
Sunil Babu Pant (en nepalès, सुनीलबाबु पन्त) és un activista i polític nepalès. Va ser el primer parlamentari nacional obertament gai de l'Àsia.

## Primers anys
Pant va néixer en el si d'una família bramana al districte de Gorkha del Nepal. Va obtenir un màster en informàtica a la Universitat Estatal de Belarús (Minsk). Es va inscriure a la Universitat de Ciència i Tecnologia de Hong Kong, però es va retirar després de sis mesos per ser voluntari per a les víctimes del cicló Odisha de 1999. El 2001 va formar la Blue Diamond Society, la primera organització LGBT del Nepal, que el 2008 tenia 120.000 membres.

## Carrera
Pant va presentar un programa de televisió sobre drets LGBT anomenat Pahichaan durant dos anys. Va ser un dels 29 defensors dels drets humans que van signar els principis de Yogyakarta formulats el novembre de 2006. El Tribunal Suprem del Nepal, en el cas Sunil Babu Pant i altres vs. Govern del Nepal i altres, va despenalitzar l'homosexualitat i va permetre el matrimoni entre persones del mateix sexe al Nepal el 2008.
El Partit Comunista del Nepal (Unit) li va oferir un dels cinc escons de suport proporcional que havia aconseguit a l'Assemblea Constituent de 2008. Pant va ser membre del comitè de Drets Fonaments en el nou parlament constituent, i va ser fonamental per garantir la plena protecció de la comunitat LGBT en el nou projecte de constitució. Va dimitir com a director de Blue Diamond Society el juny de 2013 després de ser acusat de cobrar dos sous, un com a parlamentari i un altre com a dirigent de l'entitat. Pant i els seus seguidors es van unir al Partit Comunista del Nepal (Unificat Marxista-Leninista) el 2013, tot i que no se li va atorgar cap dels 175 escons, ja que havien descartat a tots els diputats de l'assemblea anterior.
Pant va fundar l'ONG Peace Environment Development per lluitar contra el canvi climàtic. També va establir la primera agència de viatges gai del Nepal, Pink Mountain, que oferia serveis turístics a mida per a parelles homosexuals. El juny de 2011 Pant va presidir el primer casament homosexual al Nepal, entre un advocat i un professor de Denver. Va ser nominat pels diputats noruecs Anette Trettebergstuen i Håkon Haugli per al Premi Nobel de la Pau de 2014, juntament amb Frank Mugisha, Igor Kotxetkov i l'ILGA.
Pant va atreure l'atenció mediàtica el 2012 quan va escriure una carta oberta a Mark Zuckerberg i Chris Hughes instant a Facebook a permetre que els seus usuaris incloguessin el seu gènere com a "Altres". El documental Out Run, dels cineastes S. Leo Chiang i Johnny Symons, està inspirat en la seva vida. La pel·lícula explica el viatge de Bemz Benedito, la líder d'un partit polític LGBT, i la seva aposta per convertir-se en la primera dona transgènere elegida parlamentària.